# Иштван Сабо
Иштван Сабо (мађ. Szabó István Tamás; Будимпешта, 18. фебруар 1938) је мађарски режисер. Дипломирао на Филмској академији у Будимпешти 1961. године као један од најталентованијих студената.
Био је предавач (1990) на Београдској филмској школи на Факултету драмских уметности у Београду.
"Мефиста" је снимио 1981. године по роману Клауса Мана, за који је добио признање за сценарио у Међународном фестивалу у Кану и "Оскара“ за најбољи страни филм.
За допринос филмкој уметности Европе добио је 2007. године награду Александар Лифка.

## Одабрана филмографија
- Пуковник Редл (награда за режију у Кану)
- Ханусен
- Саншајн (Sunshine)
- Тејкинг сајдс (Taking sides)
- Као Јулија